# Vénus de Hohle Fels
La Vénus de Hohle Fels ou Vénus de Schelklingen est une statuette en ivoire représentant une femme, mise au jour en septembre 2008 par l'archéologue Nicholas J. Conard dans la grotte de Hohle Fels (« roche creuse » en souabe) située près de Schelklingen, dans le Jura souabe, en Allemagne.

## Datation

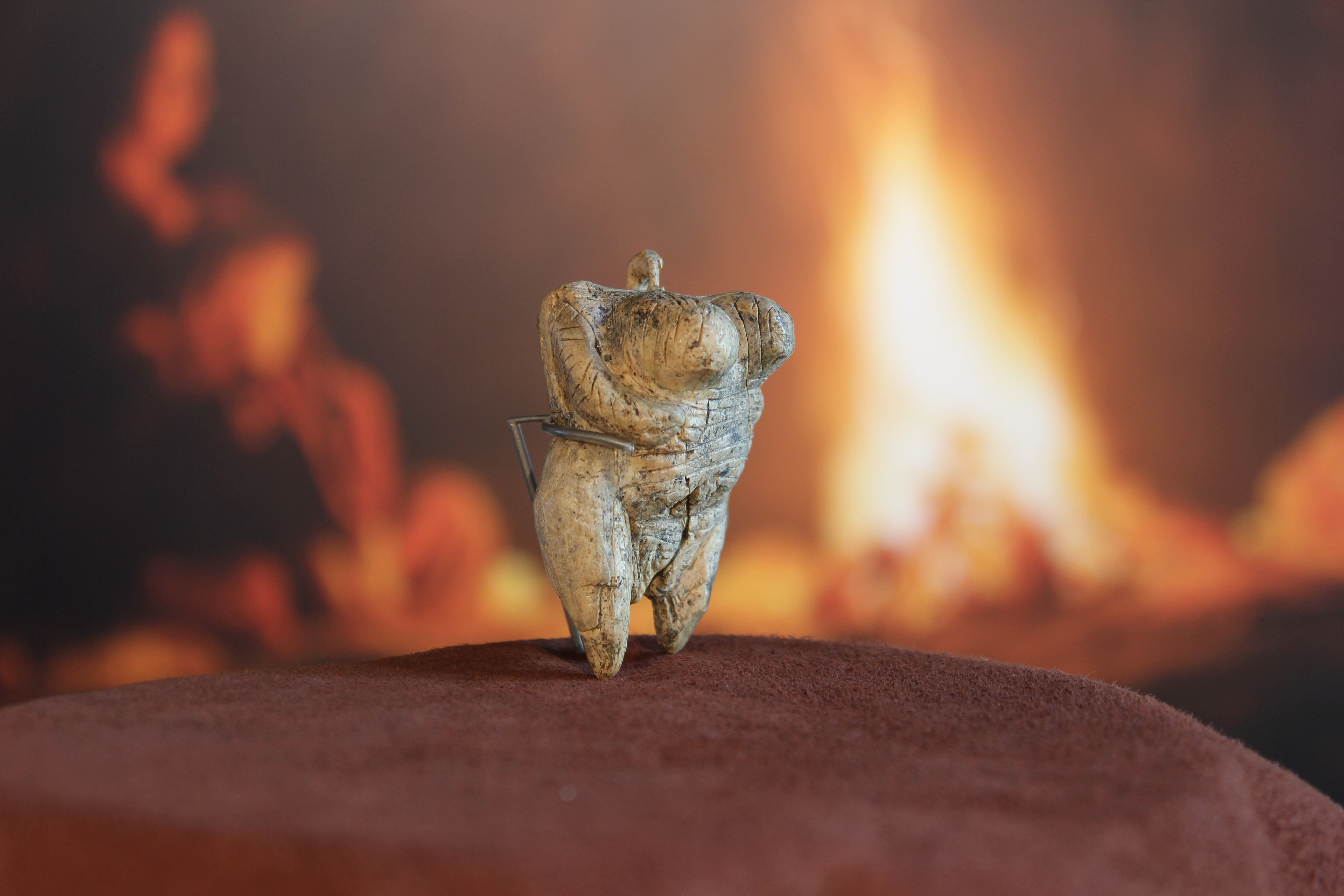
Vue de la statuette.

La statuette est datée de plus de 35 000 ans, et relève de la culture archéologique aurignacienne ou du proto-Gravettien. À cette époque cohabitaient dans le Jura Souabe les hommes de Néanderthal qui occupaient primitivement les lieux et les hommes modernes qui commençaient à arriver en Europe centrale, en empruntant la vallée du Danube au tout début du Paléolithique supérieur. D'ailleurs cette grotte a été occupée successivement par l'homme de Néanderthal puis l'homme moderne à 2 000 ans d'intervalle environ. 
Cette découverte repousse la date de la plus ancienne sculpture préhistorique connue et de la plus ancienne œuvre d'art figurative de plusieurs millénaires, établissant que de telles œuvres furent produites durant l'Aurignacien ou même précédemment lors de cultures de transition telle que l'Altmühlien.

## Caractéristiques
La statuette est sculptée dans l’ivoire d'une défense de mammouth laineux,. Elle pèse 33,3 grammes et mesure 59,7 millimètres de haut pour 34,6 de large.
Elle est presque complète : il ne lui manque que l'épaule et le bras gauches,. Ses traits sexuels — seins, fesses et sexe — sont très exagérés par rapport au reste du corps, d'autant que la tête n'existe pas. Celle-ci est remplacée par un anneau décentré dont l'usure suggère que la statuette pourrait être une amulette qui se portait en pendentif.   La figurine présente des incisions horizontales entre la poitrine et la pointe du triangle pubien. Ces marques se retrouvent au dos de la statuette.
La statuette est conservée au Musée de Préhistoire de Blaubeuren (Bade-Wurtemberg).

## Seconde Vénus
Deux fragments d'une seconde Vénus ont été découverts dans la grotte en 2015.